# 137 Meliboea
137 Meliboea је астероид главног астероидног појаса са пречником од приближно 145,42 km.
Афел астероида је на удаљености од 3,799 астрономских јединица (АЈ) од Сунца, а перихел на 2,436 АЈ.
Ексцентрицитет орбите износи 0,218, инклинација (нагиб) орбите у односу на раван еклиптике 13,412 степени, а орбитални период износи 2010,907 дана (5,505 година).
Апсолутна магнитуда астероида је 8,05 а геометријски албедо 0,050.
Астероид је откривен 21. априла 1874. године.